# عمارة هيرودس

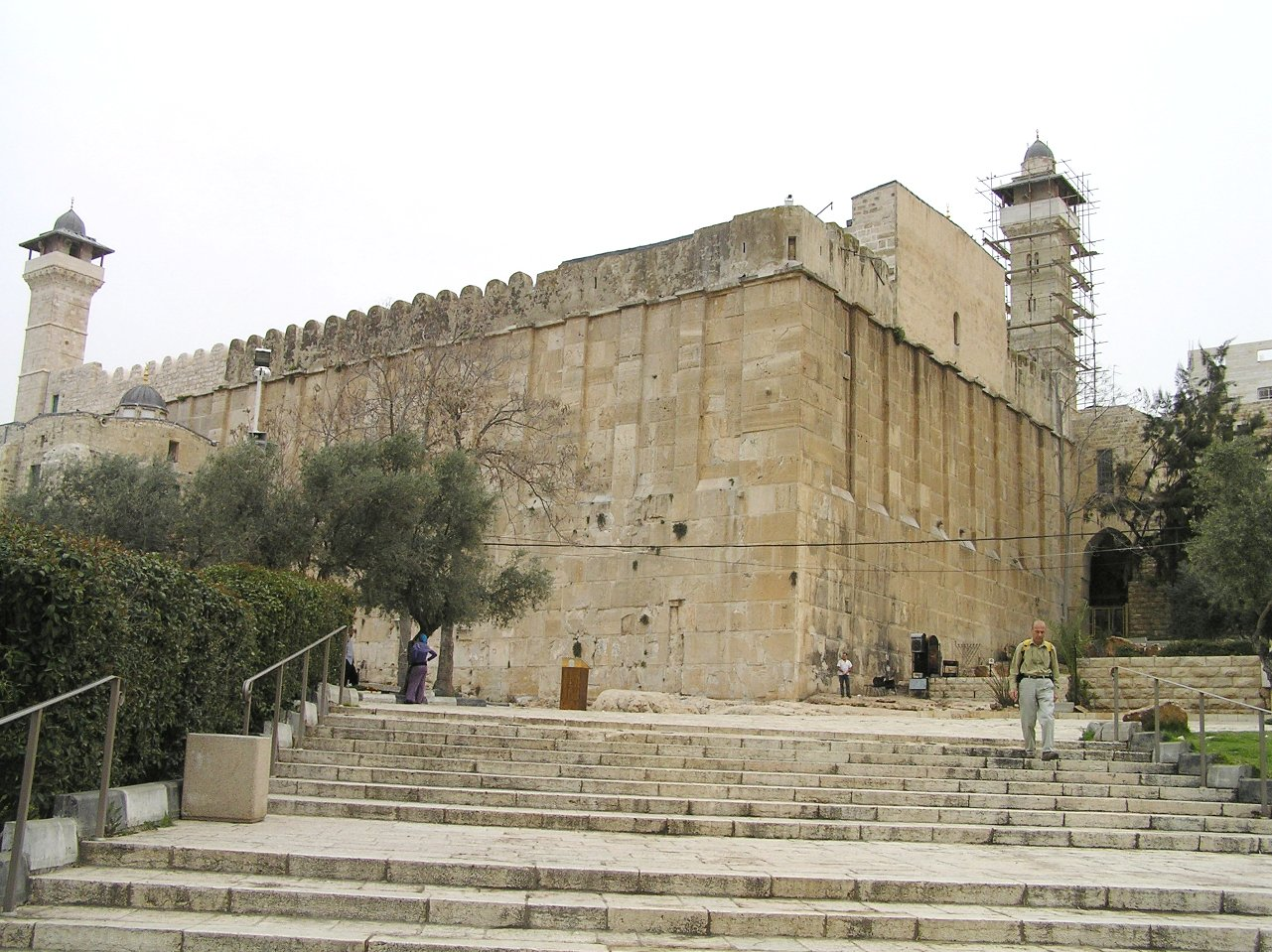
الخليل

عمارة هيرودس هي أسلوب من العمارة الكلاسيكية تميز عددًا من مشاريع البناء التي بُنيت خلال الفترة بين (37- 4 قبل الميلاد) من عهد هيرودس الأول، الملك الروماني العميل ليهودا. أجرى هيرودس العديد من مشاريع البناء الهائلة، والتي كان أكثرها شهرة، إعادة إعمار المعبد في القدس (نحو 19 قبل الميلاد). بُني العديد من هياكله على مبان حشمونية سابقة مماثلة، وقد اختفت معظم مبانيه هذه بدورها.

## الابتكارات
قدم هيرودس العديد من الابتكارات المعمارية وتقنيات البناء في مبانيه، مثل القباب داخل البوابة المزدوجة إلى جبل الهيكل. قام بتكييف الميكفاه -حمام شعائري يهود- لاستخدامه كفريجيداريوم في الحمامات ذات الأسلوب الروماني التي بناها في كثير من قصوره. طور هيرودس مزيجًا مبتكرًا من القصور والقلاع، ومن الأمثلة عليها، قلعة أنتونيا في القدس، وجبل الفريديس في صحراء يهودا نحو 2 ميلًا جنوب بيت لحم ومسعدة. تتميز بامتلاكها اليوم أو فيما سبق على برج أعلى وأقوى من الأبراج الأخرى. أثرت ابتكارات تحصين هيرودس بقوة على العمارة العسكرية للأجيال اللاحقة.
تماشيًا مع العادات اليهودية المعاصرة، تجنب هيرودس بشكل عام تمثيل الأشكال البشرية والحيوانية، حتى في الأجزاء المغلقة والخاصة من قصوره، لكن كان هناك استثناءات قليلة. قيل إن قصر هيرودس احتوى على تماثيل برونزية (على الأرجح لحيوانات) صُرفت المياه عبرها. أقام هيرودس في نهاية عهده تمثالًا لنسر ذهبي فوق بوابة الهيكل، وتسبب هذا في إثارة بعض الغضب داخل المدينة، وأزال عدد من الشبان النسر ودمروه، وأُعدم هؤلاء فيما بعد.

## معبد هيرودس
في السنة الثامنة عشرة من حكمه (20-19 قبل الميلاد) أعاد هيرودس بناء المعبد الثاني في القدس «بمقياس أكثر روعة». انتهى بناء الهيكل الجديد خلال عام ونصف، على الرغم من أن العمل على المباني الخارجية والبلاط استمر لثمان سنوت أخرى. عملًا بالشريعة الدينية، استخدم هيرودس ألفًا من الكهنة كبنائين ونجارين في عملية إعادة البناء. يُشار عادة إلى المعبد النهائي الذي دمره الرومان في 70 ميلادي، باسم معبد هيرودس. كان حائط المبكى (الجدار الغربي) في القدس لسنوات عديدة، القسم الوحيد المرئي من الجدران الأربعة التي بدأ هيرودس ببنائها لإنشاء منصة مسطحة (جبل الهيكل) بنى عليها معبده. تُشير اكتشافات جديدة إلى أن جدران جبل الهيكل وقوس روبنسون ربما لم تكتمل إلا بعد 20 سنة على الأقل من موته خلال عهد هيرودس أغريباس الثاني.

## قصر هيرودس المحصن
شيد هيرودس العديد من القصور المحصنة ضمن مملكته. بنى قصره على جبل الفريديس، على بعد 12 كم جنوب القدس، وارتفع نحو 45 مترًا. بنى أيضًا قصرًا محصنًا في القدس، مسعدة، وقيسارية ماريتيما.